# Acopiara (kommun)
Acopiara är en kommun i Brasilien.   Den ligger i delstaten Ceará, i den östra delen av landet, 1 400 km nordost om huvudstaden Brasília. Antalet invånare är 51 171.
Följande samhällen finns i Acopiara:
- Acopiara

Omgivningarna runt Acopiara är huvudsakligen savann. Runt Acopiara är det ganska tätbefolkat, med 54 invånare per kvadratkilometer.